# Csíkos pohárgomba
A csikos pohárgomba (Cyathus striatus) a fészekgombafélék családjába tartozó, korhadó faanyagon élő, nem ehető gombafaj.

## Megjelenése
A csíkos pohárgomba termőteste 7-10 mm magas és 6-8 mm széles. Alakja fiatalon fordított kúp alakú, majd fehéres "fedele" felszakad, pohárszerűvé válik. Szürkés színű belső oldalán fehéres hosszanti bordák láthatók, a pohár aljában 4-5 ezüstszürke, lencseszerű, spórákat tartalmazó képződmények (peridiolák) találhatók, amelyeket micéliumzsinór kapcsol a pohárhoz. Külső oldala sötétbarna színű, nemezes, borzas felületű.
Húsa vékony, puha; íze és szaga nem jellegzetes.
Spórapora fehér. Spórái elliptikusak, simák, méretük 15-20 µm x 8-11 µm.

### Hasonló fajok
A szürkés pohárgombával (Cyathus olla) és a sárga tégelygombával (Crucibulum laeve) téveszthető össze.

## Elterjedése és termőhelye
Eurázsiában, Észak- és Dél-Amerikában, valamint Új-Zélandon honos. Magyarországon gyakori.
Lombos- és fenyőfák korhadó anyagán, faforgácson, kertészeti mulcson vagy egyéb növényi maradványokon található meg, sokszor seregesen. Júniustól októberig terem.
Nem ehető, ugyanakkor kivonata egy kutatás során hatékonynak bizonyult a hasnyálmirigy daganattal szemben, így további vizsgálatra javasolt a gyógyszeripar számára.

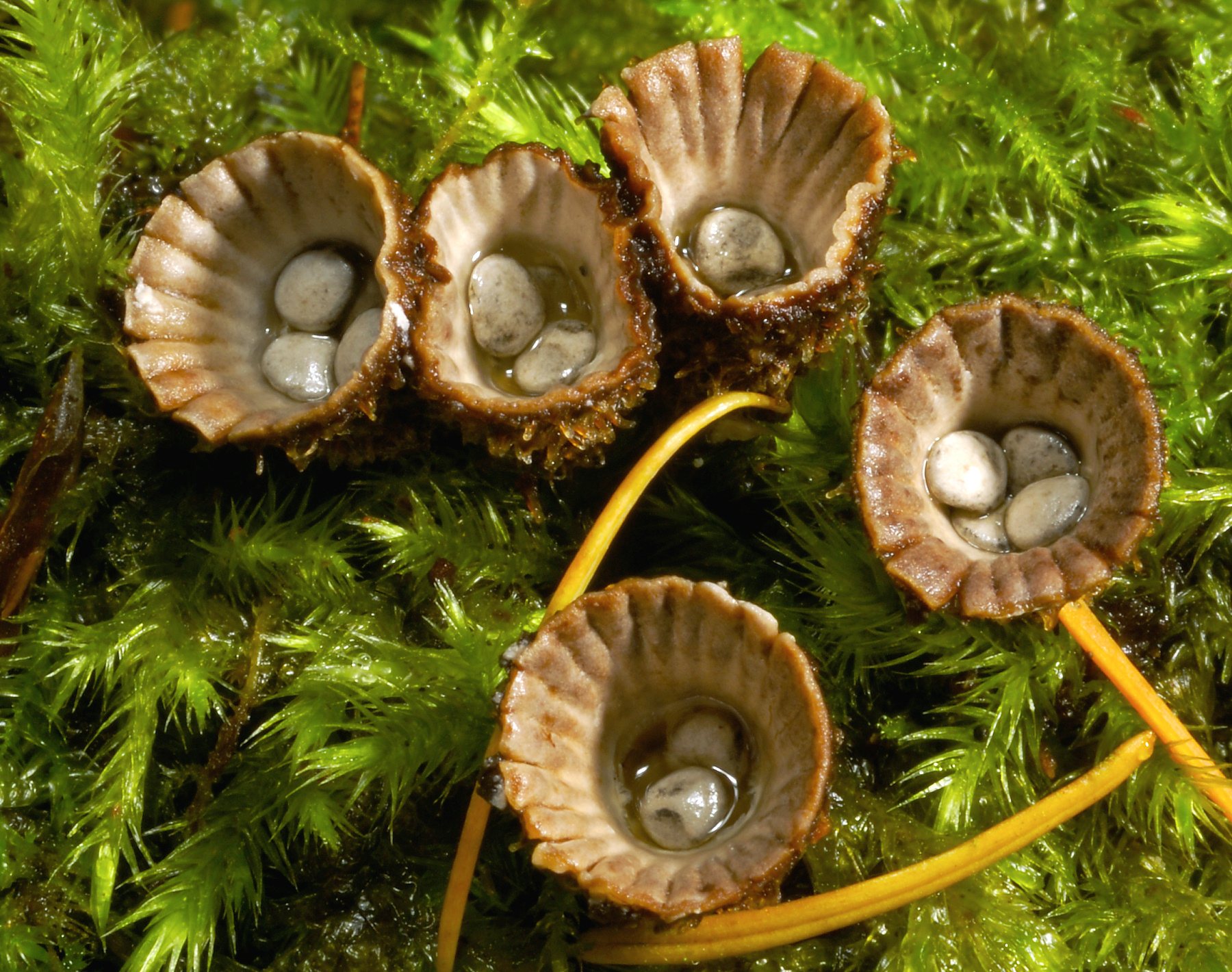
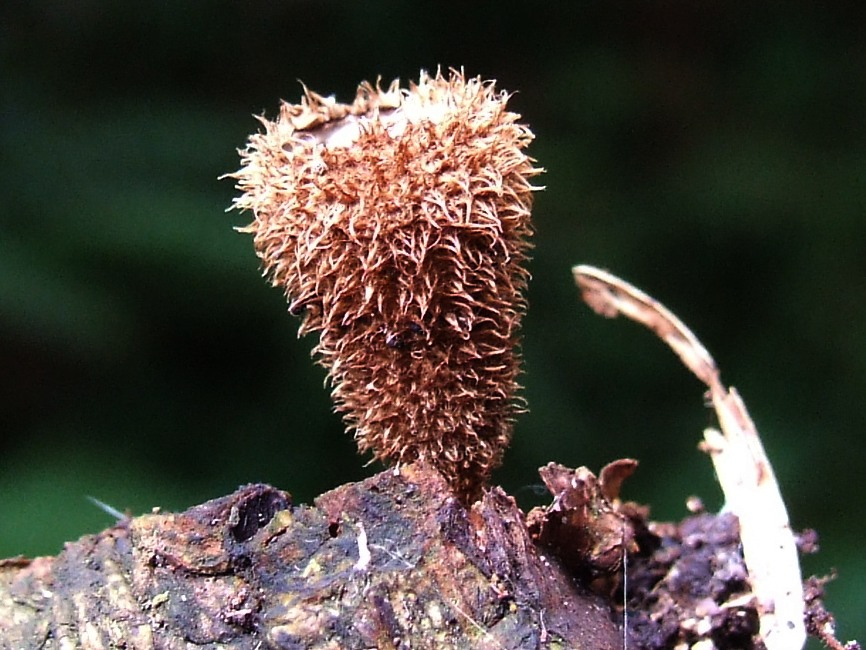
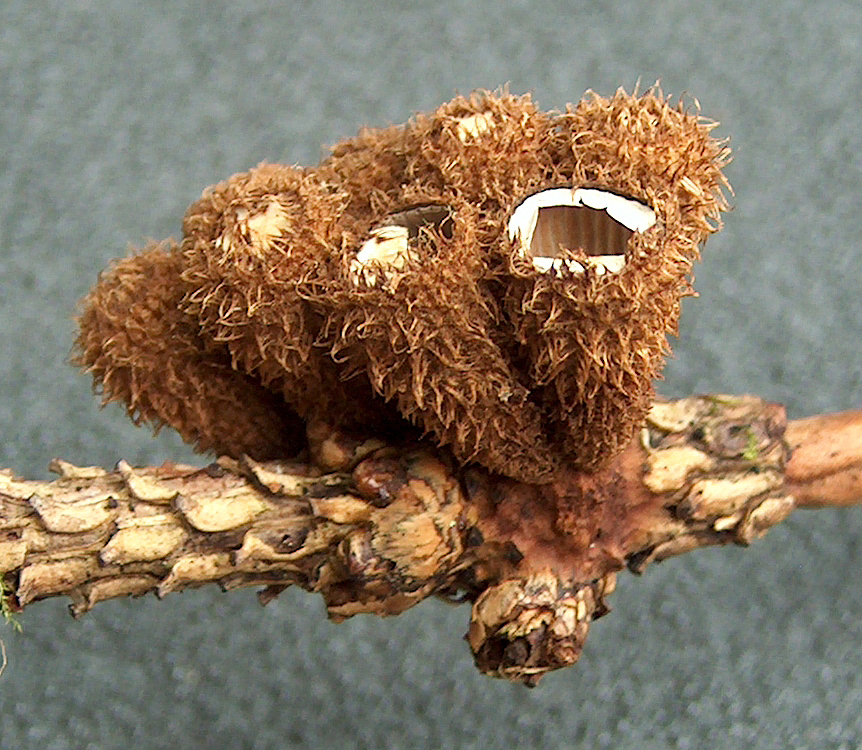
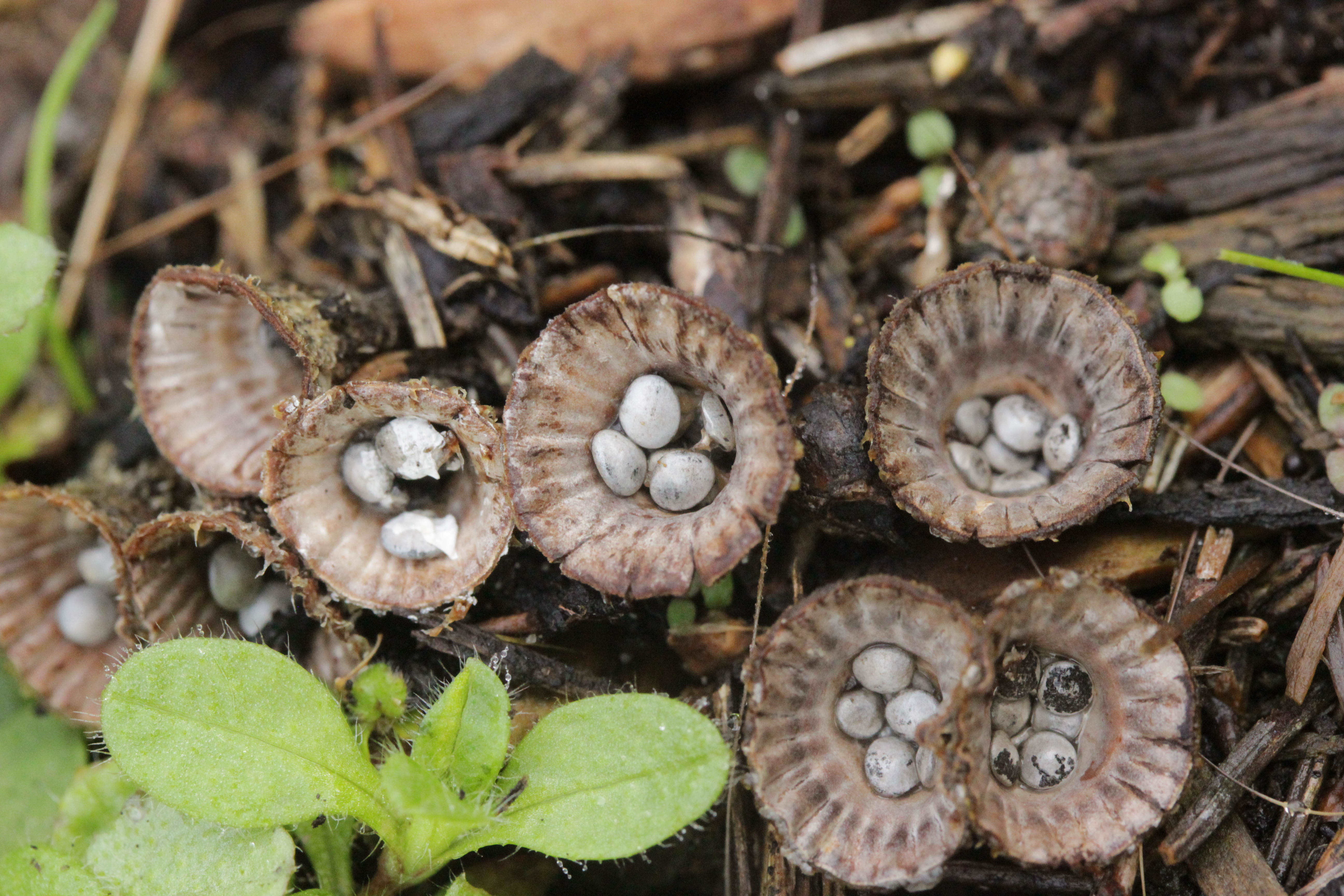
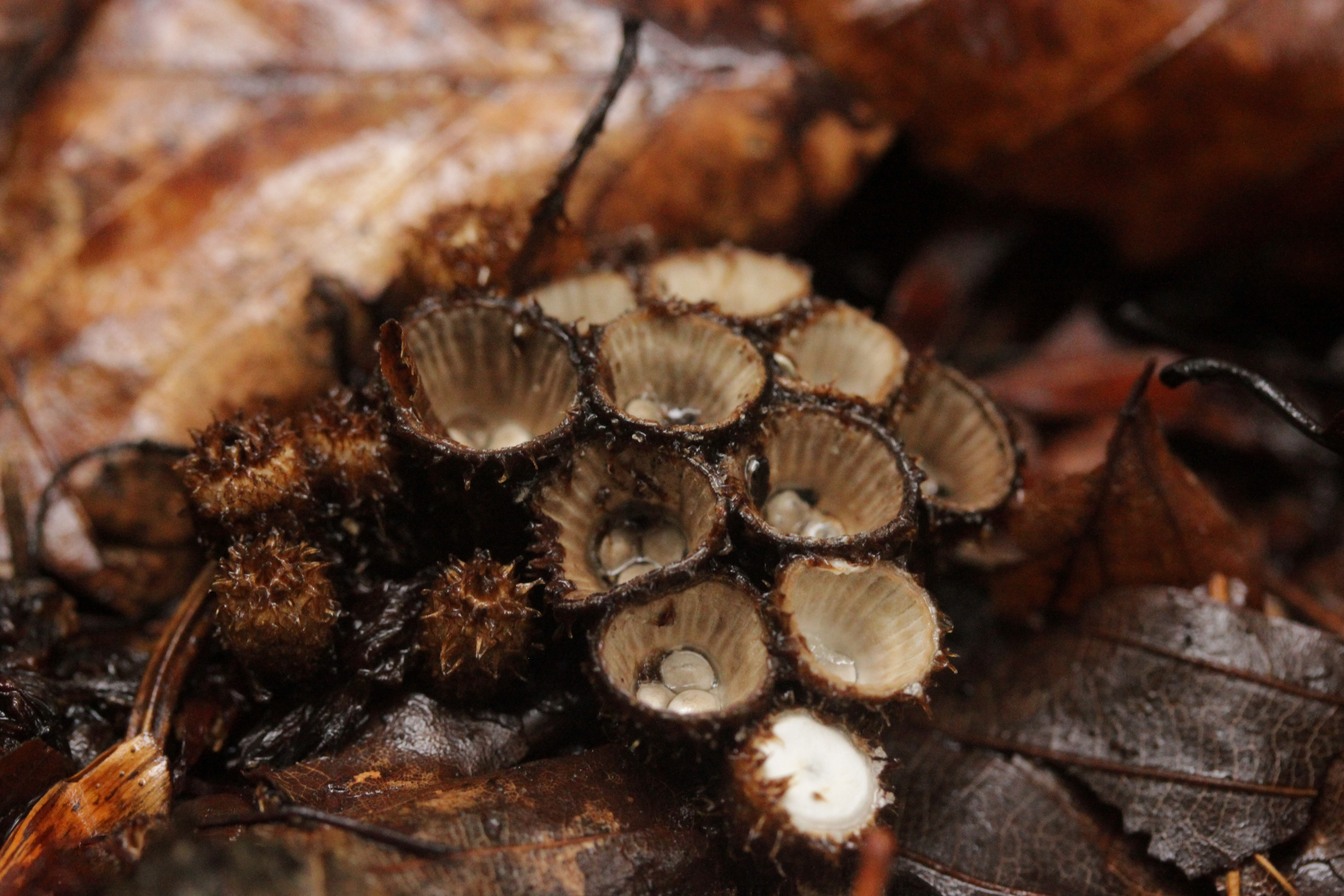